# Xeroderris chevalieri
Xeroderris chevalieri là một loài thực vật có hoa trong họ Đậu. Loài này được (Dunn) Roberty miêu tả khoa học đầu tiên năm 1954.